# Lucius Laberius Maximus
Lucius Laberius Maximus war ein römischer Ritter und wurde im Jahr 42 als der Sohn eines gleichnamigen Aedilen aus Lanuvium genannt.
Im Jahr 71, zur Zeit, als sich das Ende des militärisch organisierten Widerstandes des jüdischen Krieges abzeichnete, bekleidete er unter Vespasian als kaiserlicher Prokurator in der römischen Provinz Judäa, wo er dem Legaten Sextus Lucilius Bassus unterstellt war, seinen ersten überlieferten politischen Posten. Zur Einweihung des fertiggestellten Kolosseums wurden im Jahr 80 unter Kaiser Titus die Eröffnungsspiele abgehalten. Für die organisatorischen Tätigkeiten, die das außergewöhnliche Amphitheater betrafen, wurde vermutlich das neue Amt eines procurator amphitheatrum flavianum geschaffen. Lucius Laberius Maximus hatte als erster Amtsinhaber die zum Dienst gehörende Aufgabe, neben anderen hochgestellten Persönlichkeiten auch dem Priesterkolleg der Arvalbrüder die Ehrenplätze anzuweisen. Im folgenden Jahr war er als praefectus annonae für die Getreideversorgung der Stadt Rom verantwortlich. Im Jahr 83 wurde Lucius Laberius Maximus kurzzeitig als Statthalter der kaiserlichen Provinz Ägypten eingesetzt. Durch Kaiser Domitian wurde er, wohl im folgenden Jahr, zum Prätorianerpräfekten ernannt. Es ist nicht bekannt, wie lange er dieses Amt, das den Abschluss seiner bemerkenswerten Karriere bildete, ausübte.
Lucius Laberius Maximus war der Vater von Manius Laberius Maximus, der im Ersten Dakerkrieg als Befehlshaber einer selbstständig operierenden Heeresgruppe im Feldzug des Trajan gegen den letzten König Decebalus von Dakien die Donau überschritt und nach Tibiscum (heute auf dem Gebiet von Caransebeș) marschierte.